# Gheorghe Ciobotaru
Gheorghe Ciobotaru (ur. 14 grudnia 1953 w Gałaczu) – rumuński zapaśnik walczący w stylu klasycznym. Olimpijczyk z Montrealu 1976, gdzie zajął szóste miejsce w kategorii do 74 kg.
Brązowy medalista mistrzostw świata w 1978; szósty w 1975. Czwarty na mistrzostwach Europy w 1976 i 1978. Wicemistrz uniwersjady w 1977 i 1981.